# Steensoep
Steensoep is een volksverhaal uit Portugal over samenwerken en schaarste.

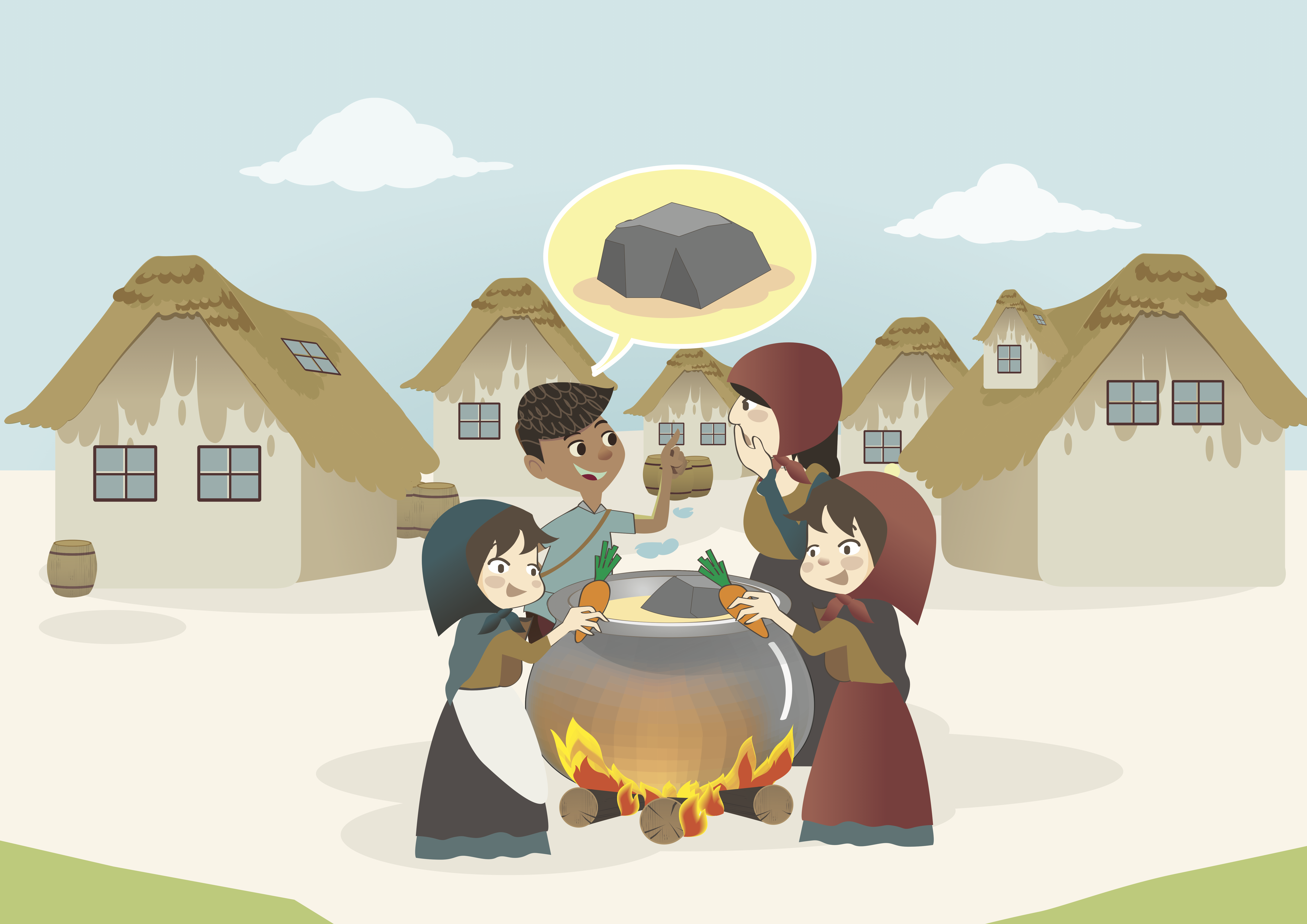

## Het verhaal
Volgens het verhaal komen reizigers in een dorp. Ze hebben geen geld om eten te kopen en kunnen niet rekenen op de vrijgevigheid van de dorpsbewoners. Midden in het dorp zetten ze een ketel op het vuur waarin alleen water zit en een meegebrachte steen.
Nieuwsgierige dorpelingen krijgen te horen dat ze met de "soepsteen" een heerlijke "steensoep" gaan maken, "Maar het zou helemaal perfect zijn met wat extra kruiden om het op smaak te brengen." Andere dorpelingen komen voorbij en ieder gaat een andere ingrediënt halen. Uiteindelijk is er een goede soep gekookt en iedereen eet lekker mee.

## Achtergronden bij het verhaal
Deze parabel kan worden gezien als het omgekeerde van het sprookje De nieuwe kleren van de keizer, waarin niets uiteindelijk toch iets blijkt te zijn. De steen was alleen maar een voorwendsel om de dorpelingen aan te zetten tot iets waar ze zonder deze katalysator niet aan gedacht zouden hebben.
Het principe van de steensoep, waaraan iedereen een "steentje" bijdraagt, is ook gebruikt als variant op shareware bij het computerprogramma fractint, dat is geschreven door de Stone Soup Group, genoemd naar deze parabel. Groepen die vrijheid van informatie nastreven, zoals het GNU Project en Wikipedia kunnen ook worden gezien als de uitwerking van het soepsteenprincipe.
Volgens de nationale traditie heeft dit verhaal plaatsgevonden rond Almeirim, Portugal. Tot op de dag van vandaag hebben vrijwel alle restaurants in Almeirim "sopa de pedra" (steensoep) op het menu.